# Duomo di Cividale del Friuli
Il duomo di Santa Maria Assunta è la principale chiesa di Cividale del Friuli, in provincia ed arcidiocesi di Udine; fa parte della forania del Friuli Orientale.

## Storia
La prima chiesa sorta in questo luogo risale all'VIII secolo voluta dal patriarca Callisto. Nel 1348 fu gravemente danneggiato da un violento terremoto, ma le notizie sono assai scarne e ritroviamo dei modesti riscontri nel sito "storing.ivng-it".Ulteriori danni li subì con il terremoto dell'8 agosto 1364.
A metà del XV secolo venne affidata a Bartolomeo delle Cisterne, la ricostruzione dell'edificio sacro in stile gotico veneziano. I lavori si protrassero per molto tempo, morto l'architetto nel 1480, la costruzione rimase incompiuta e nel 1502 una colonna cedette provocando il crollo di buona parte della fabbrica. Dopo breve tempo la ricostruzione venne affidata a Pietro Lombardo che realizzò l'attuale duomo in stile misto gotico-veneziano e rinascimentale. Alla fine del XVIII secolo gli architetti Giorgio Massari e Bernardino Maccaruzzi ne realizzarono un'ampia ristrutturazione interna.
Nel giugno del 1909 papa Pio X la elevò al rango di basilica minore.

## Interno

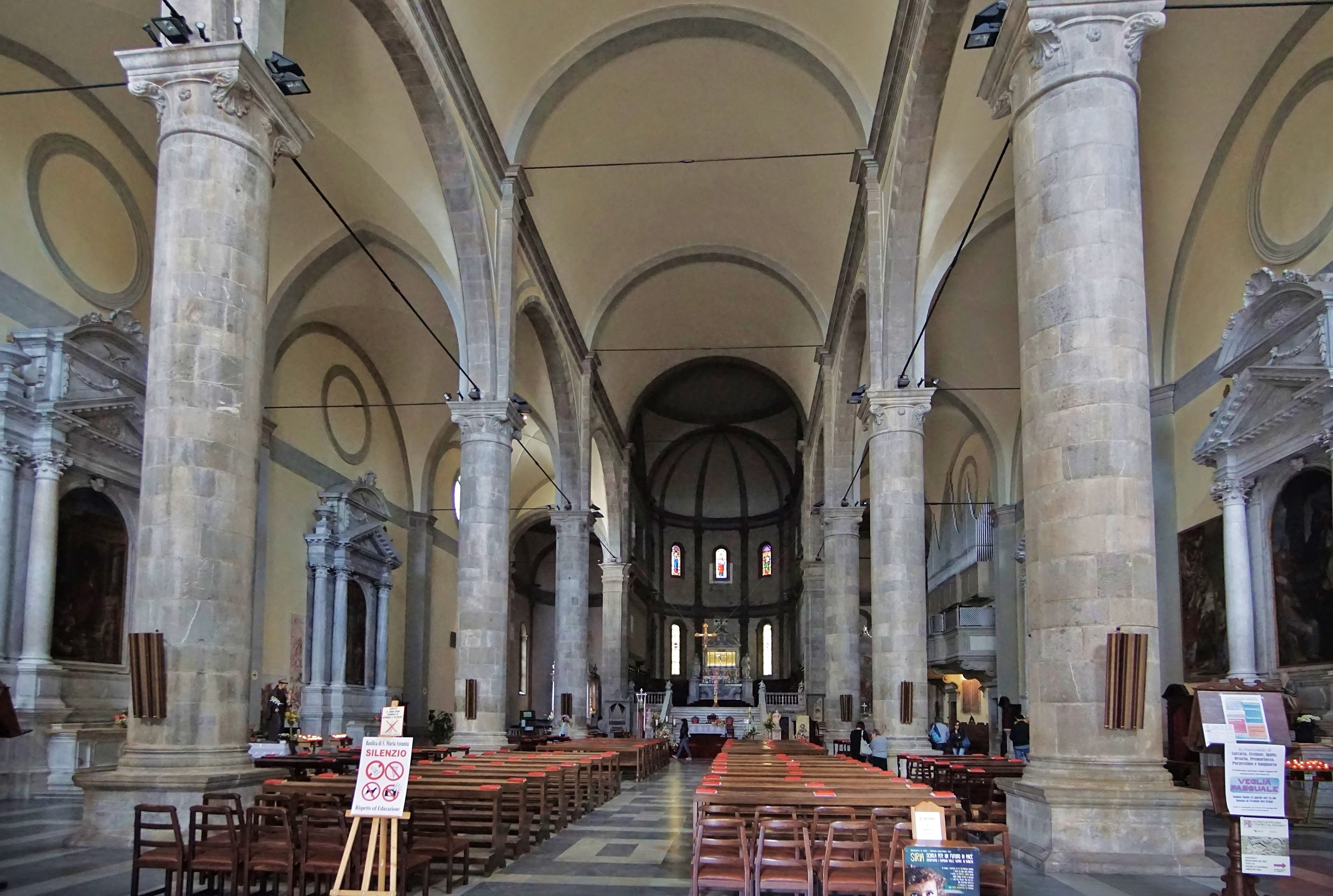
Interno

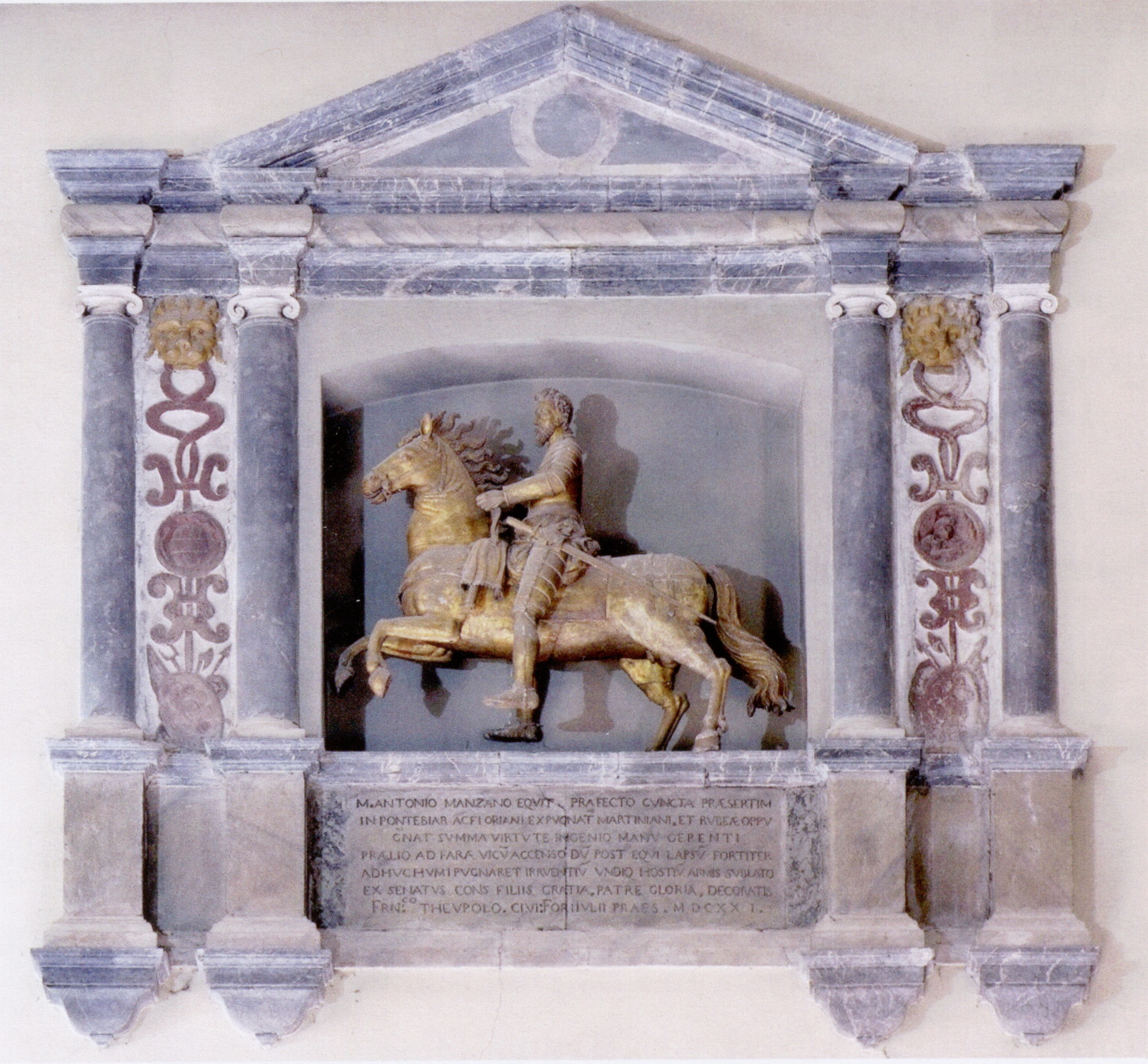
Monumento equestre di Marcantonio di Manzano, condottiero cividalese, appartenente alla nobile famiglia dei di Manzano, morto eroicamente nel 1617 durante l'assedio di Gradisca.

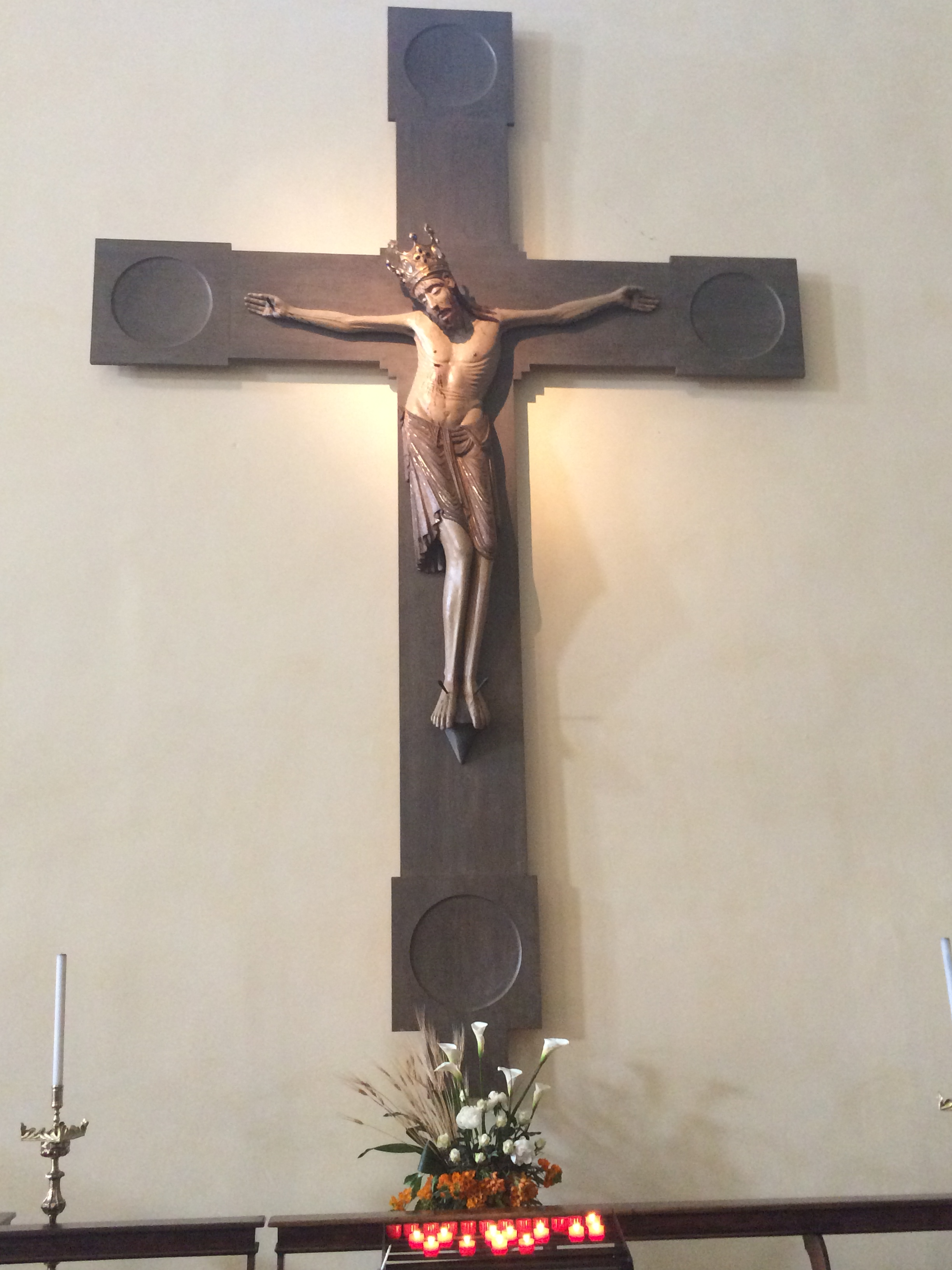
Il grande crocifisso ligneo.

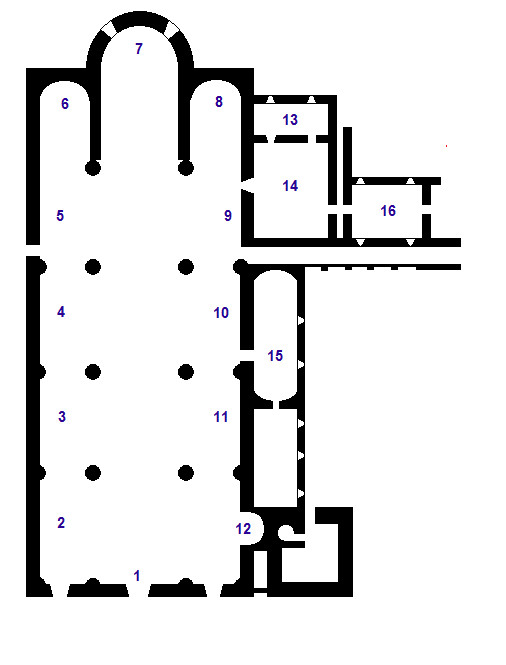
Pianta del Duomo
1 - Controfacciata con Monumento a Marcantonio di Manzano
2 - Monumento al patriarca Nicolò Donato
3 - Altare dei santi Giuseppe, Rocco e Sebastiano
4 - Altare con Cinque sante che adorano la Croce
5 - Grande crocifisso ligneo del X secolo
6 - Abside sinistra
7 - Presbiterio
8 - Abside destra con altare di san Donato
9 - Organo
10 - Altare con Crocifisso e santi
11 - Altare della Vergine
12 - Vasca battesimale del XVII secolo
13 - Sacrestia
14 - Coro
15 - Sala del Tesoro
16 - Sala del Capitolo.

L'interno è suddiviso in tre navate: quella centrale con volta a botte, mentre le due laterali a crociera.
Sulla parete interna della facciata proprio sopra il portale maggiore è posto il Monumento equestre di Marcantonio di Manzano, condottiero cividalese, appartenente alla nobile famiglia dei di Manzano, morto eroicamente nel 1617 durante l'assedio di Gradisca. La scultura, in legno laccato, fu commissionata dai cividalesi nel 1621 ed è opera di Girolamo Paleario.
Sopra le porte si trovano quattro lapidi, che ricordano alcuni momenti salienti della storia del Duomo e ne celebrano i benefattori.
Il Duomo ospita opere di notevole valore artistico e storico:
- Crocifisso ligneo, posto nella navata sinistra realizzato nel XIII secolo[2].
- L'altare del Santissimo Sacramento, eseguita nel 1580 da Ercole e Orazio Liberale.
- La Pala di Pellegrino II, uno dei più importanti capolavori medioevali dell'oreficeria italiana. Oggi collocata sull'altare maggiore, consta di centoventitré lastre d'argento dorato sbalzato. La parte centrale è occupata da una Madonna con Bambino, tra gli arcangeli Michele e Gabriele. Ai lati due scomparti di tre fasce sovrapposte, con venticinque figure di santi. Ne fa da cornice una sequenza di ventitré personaggi biblici e la figura intera del committente il patriarca Pellegrino II. Lo stile dell'opera richiama moduli bizantini ammorbiditi da un romanico plasticismo.
- Vesperbild di scuola tedesca del XV secolo;
- Madonna in trono con santi opera di Matteo Ponzone del 1617;
- Lapidazione di santo Stefano di Jacopo Palma il Giovane del 1606;
- Ultima cena di Jacopo Palma il Giovane del 1606;
- Annunciazione di Pomponio Amalteo del 1546;
- Affreschi in sagrestia di Giuseppe Diziani e Giuseppe Mattioni.
- Via Crucis in terracotta opera di Max Piccini del 1964.

In questa chiesa ogni anno, il 6 gennaio, si svolge la caratteristica Messa dello Spadone, un rituale unico nel suo genere che risale al 1366.

### Abside destra

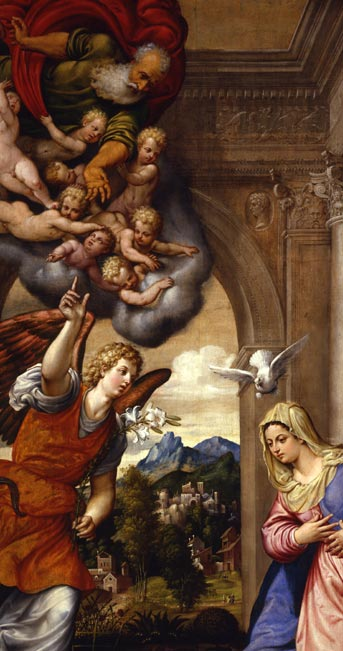
Pomponio Amalteo, Annunciazione.

Nell'abside destra si trova l'altare dedicato a San Donato.
Sulla parete sinistra è posta la grande Annunciazione, lavoro di Pomponio Amalteo.

### Altare con Crocifissione e santi

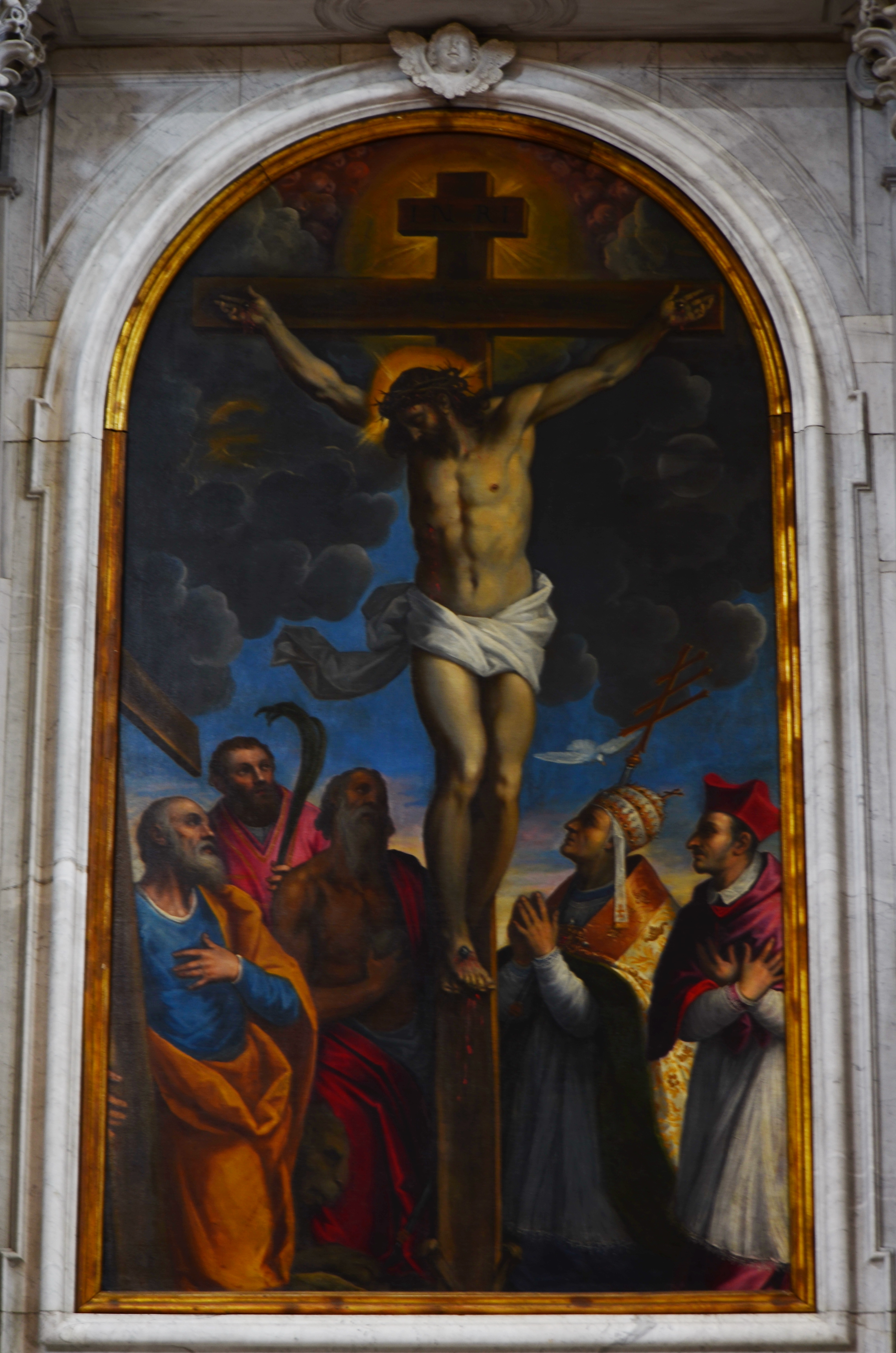
Altare con la pala della Crocifissione.

### Altare della Vergine

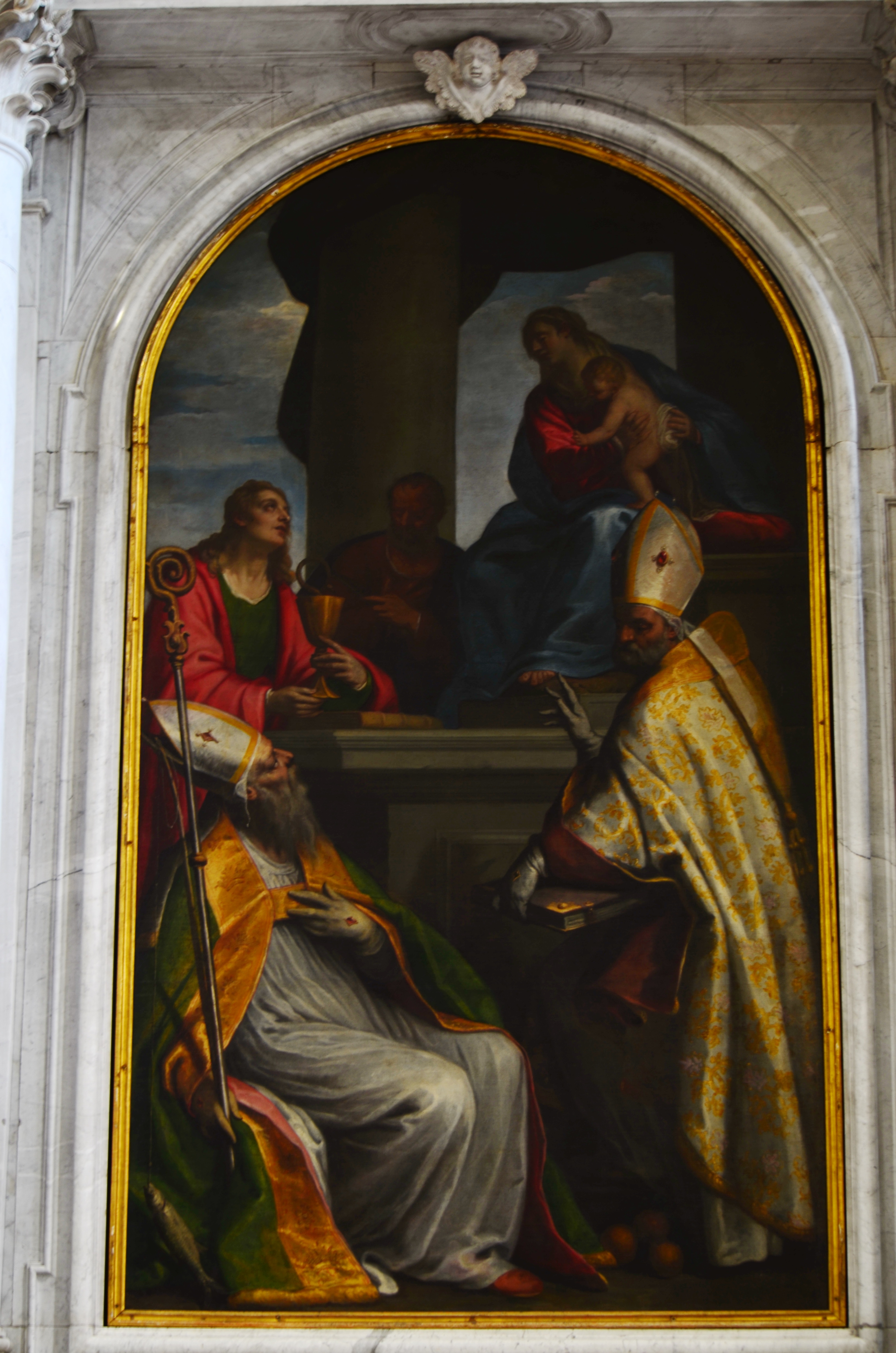
Altare con la pala della Vergine con Santi.

### Altare dei santi Giuseppe, Rocco e Sebastiano

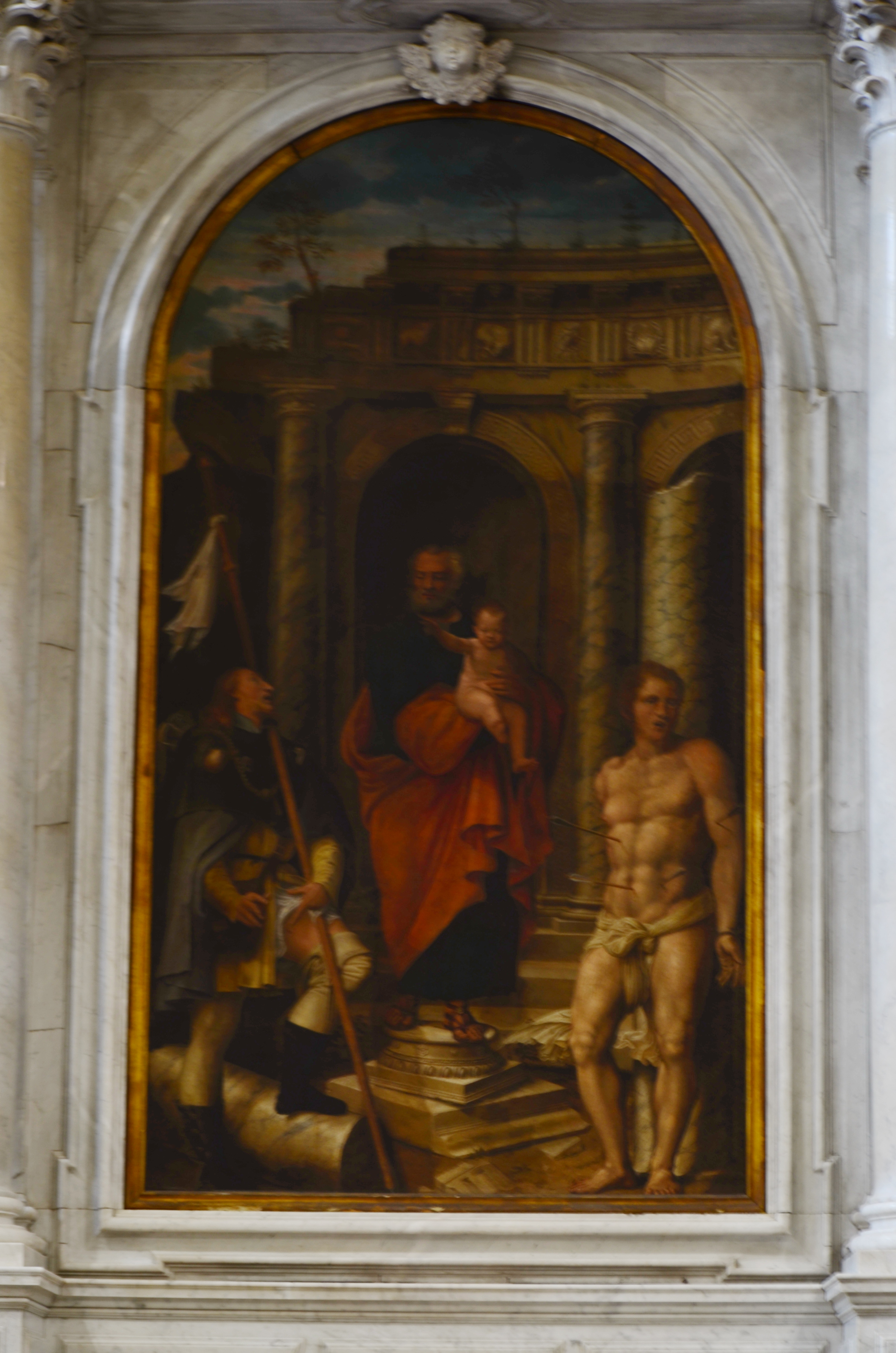
Pala con i santi Giuseppe, Rocco e Sebastiano
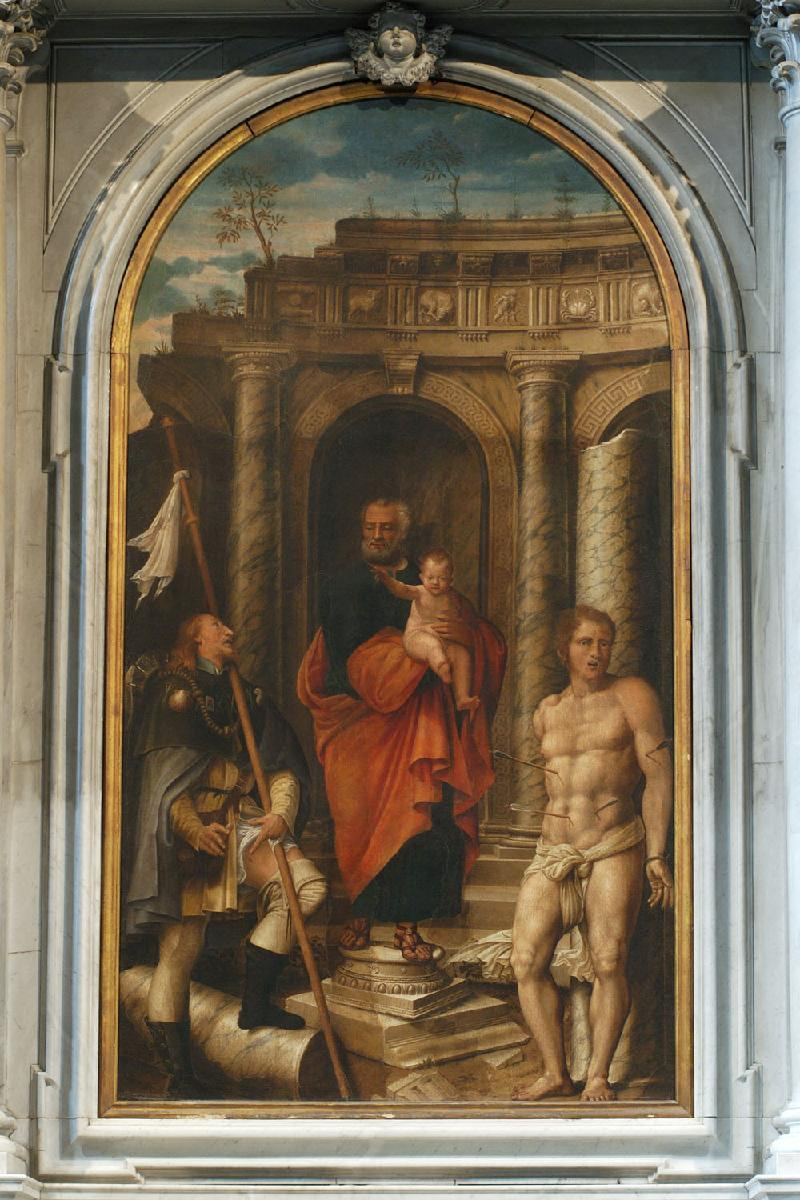
Pala con i santi Giuseppe, Rocco e Sebastiano
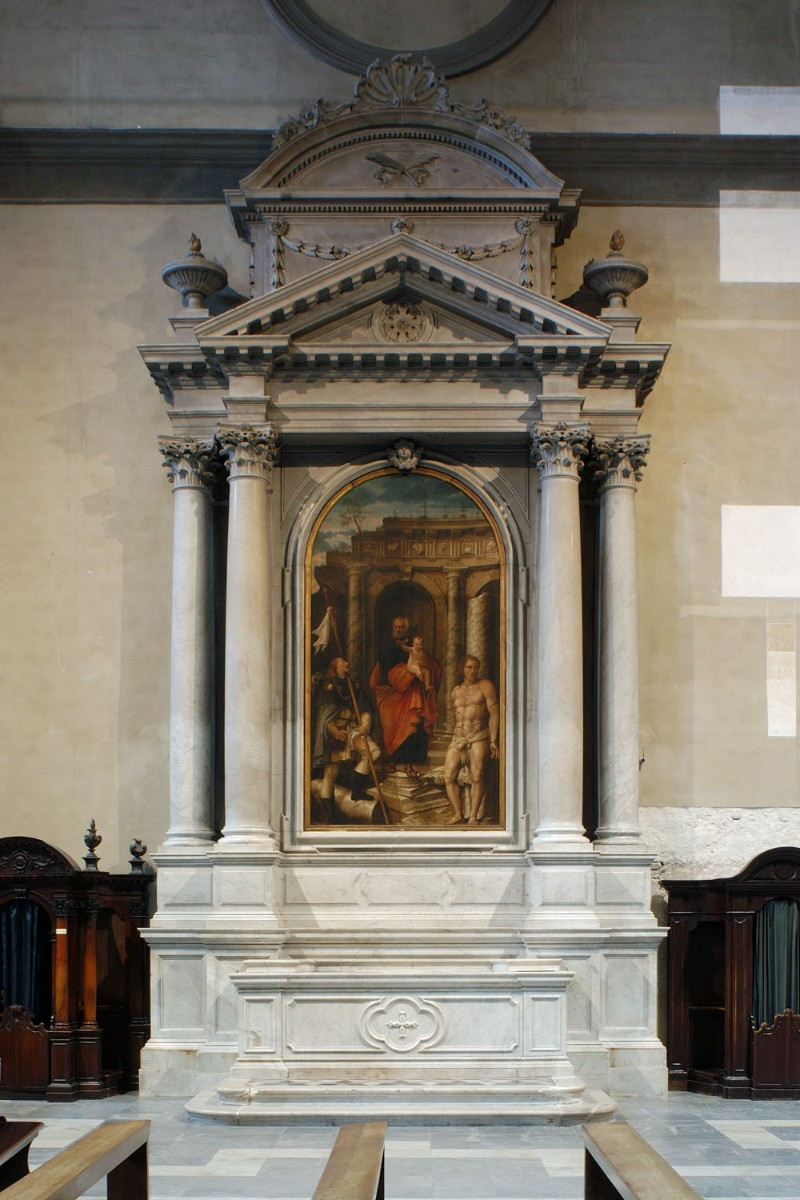
Altare di San Giuseppe, lavoro di Giorgio Massari e di Bernardino Maccaruzzi

### Altare con cinque sante che adorano la Croce

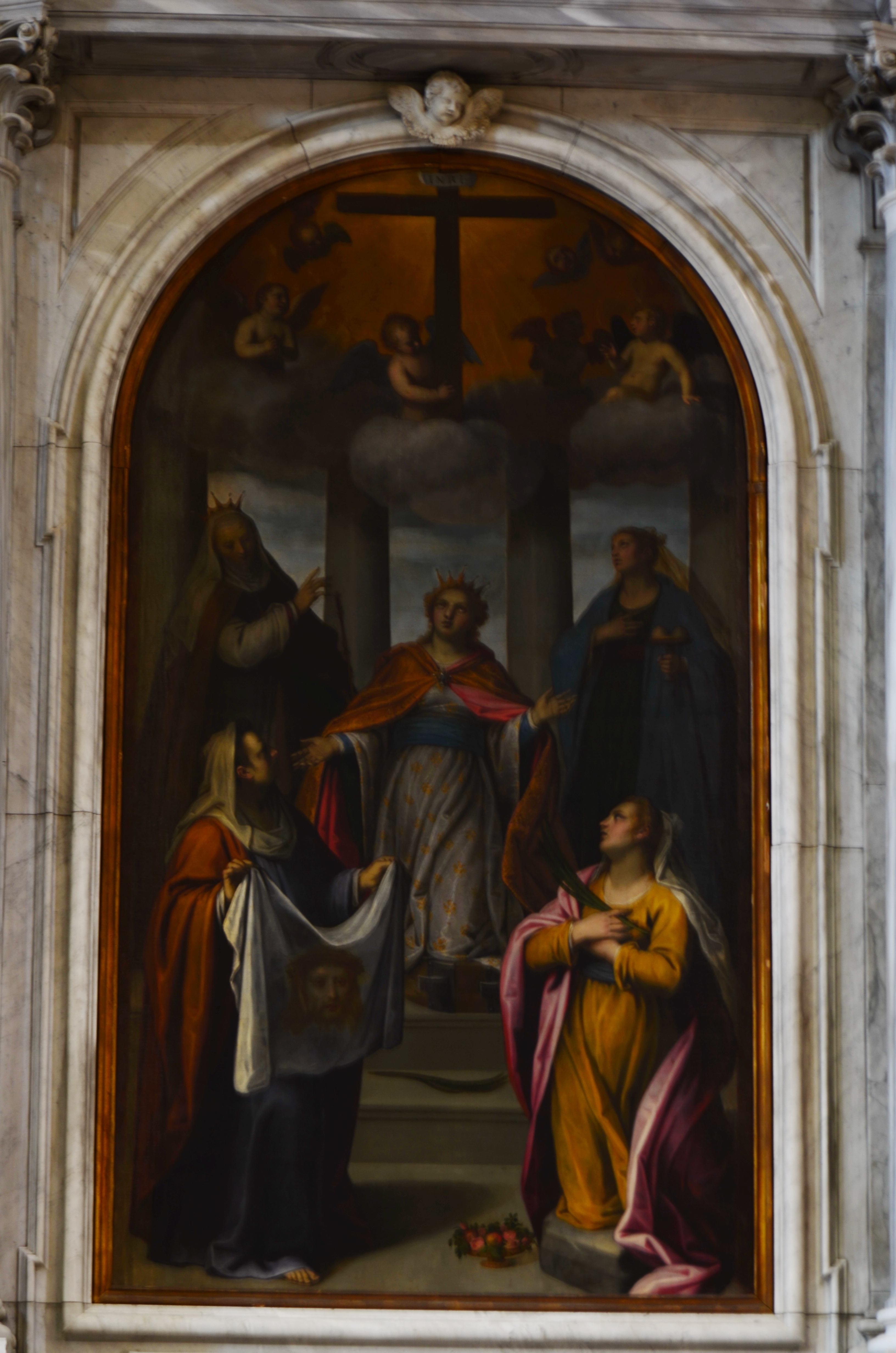
Pala con cinque sante che adorano la croce

### Monumento funebre del Patriarca Nicolò Donato

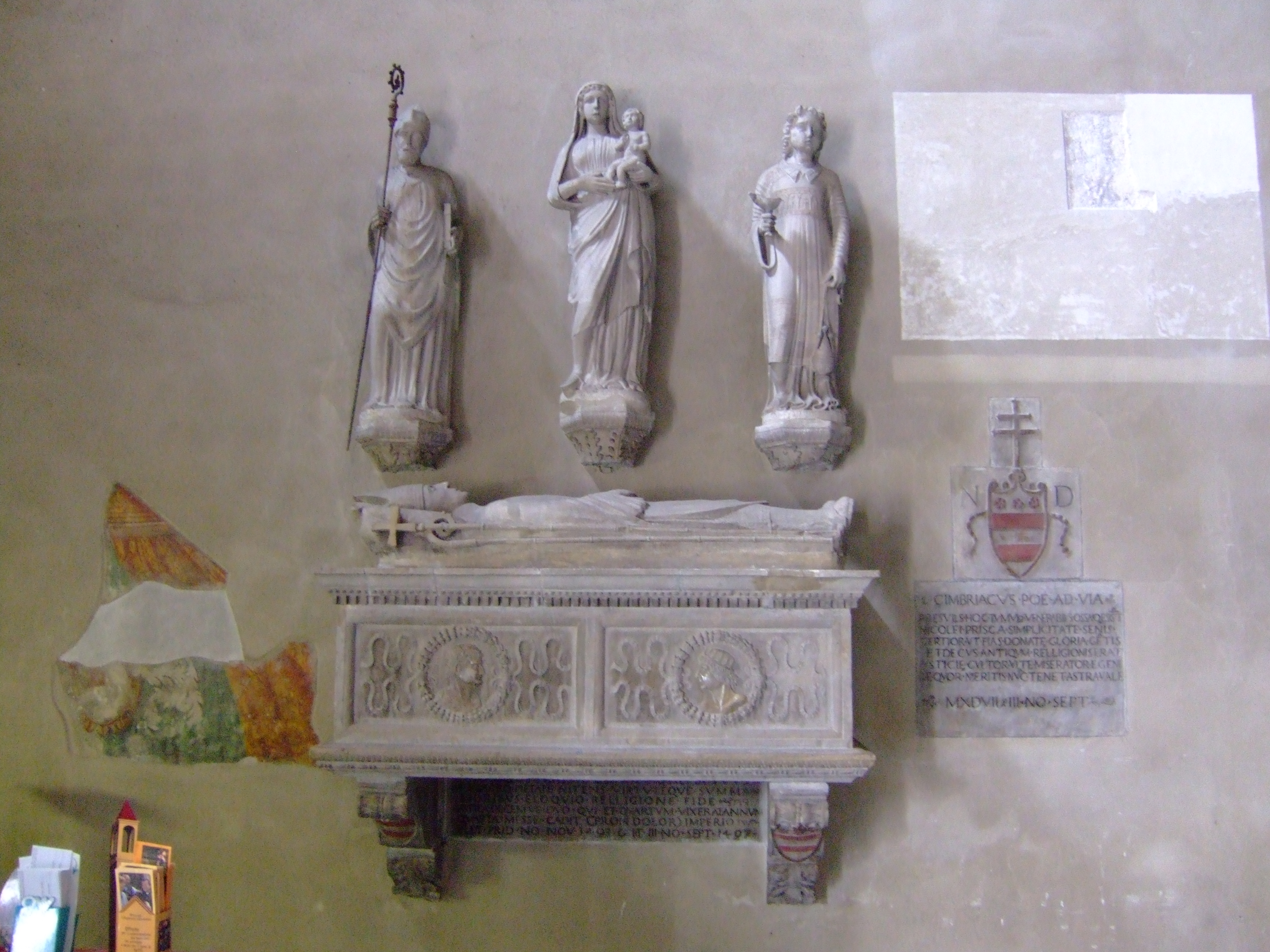
Monumento funebre del Patriarca

Il monumento funebre, posto all'inizio della navata sinistra, vicino ad un ingresso, fu realizzato a partire dal 1515 da Giovanni Antonio di Bernardino da Carona.

## Galleria d'immagini

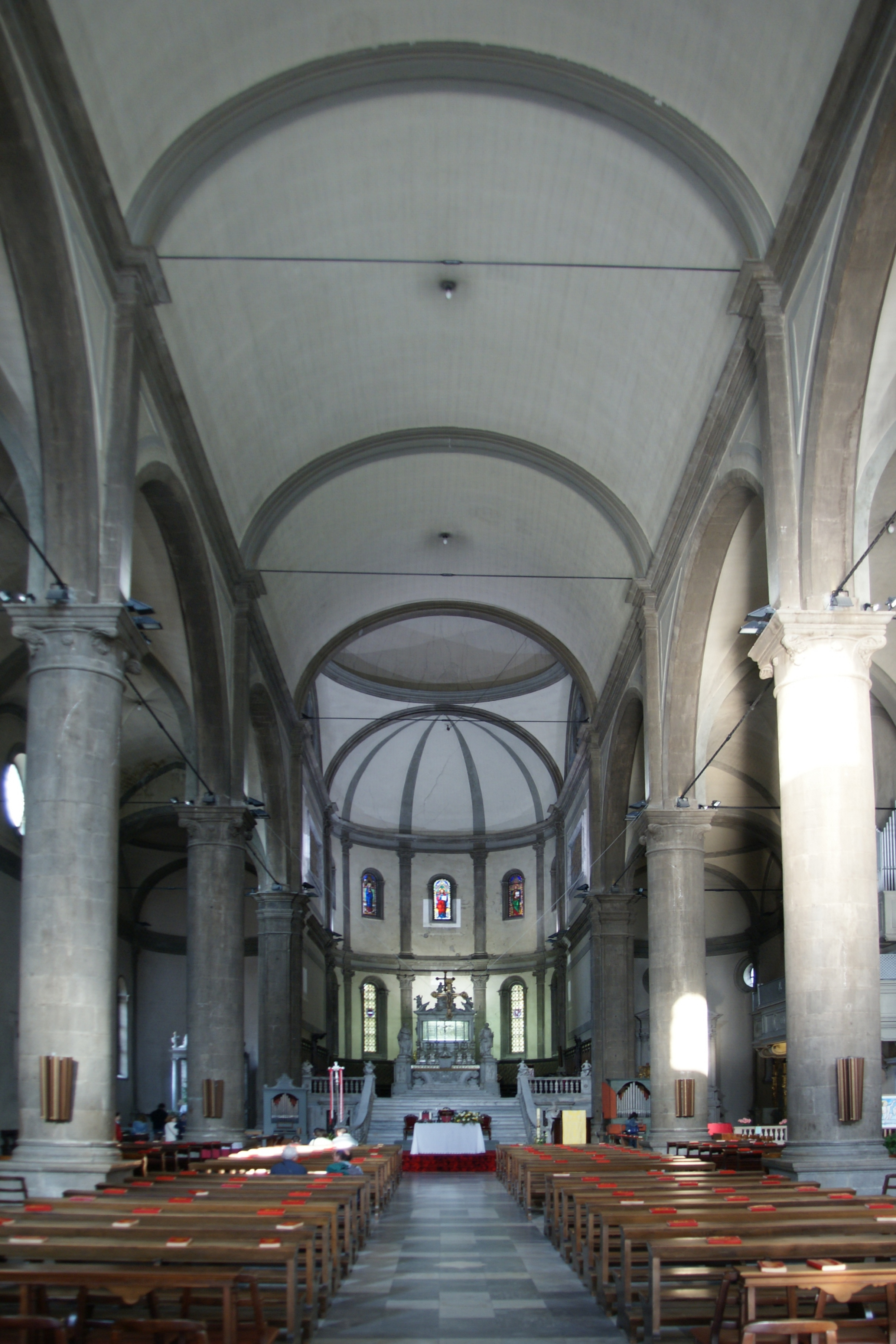
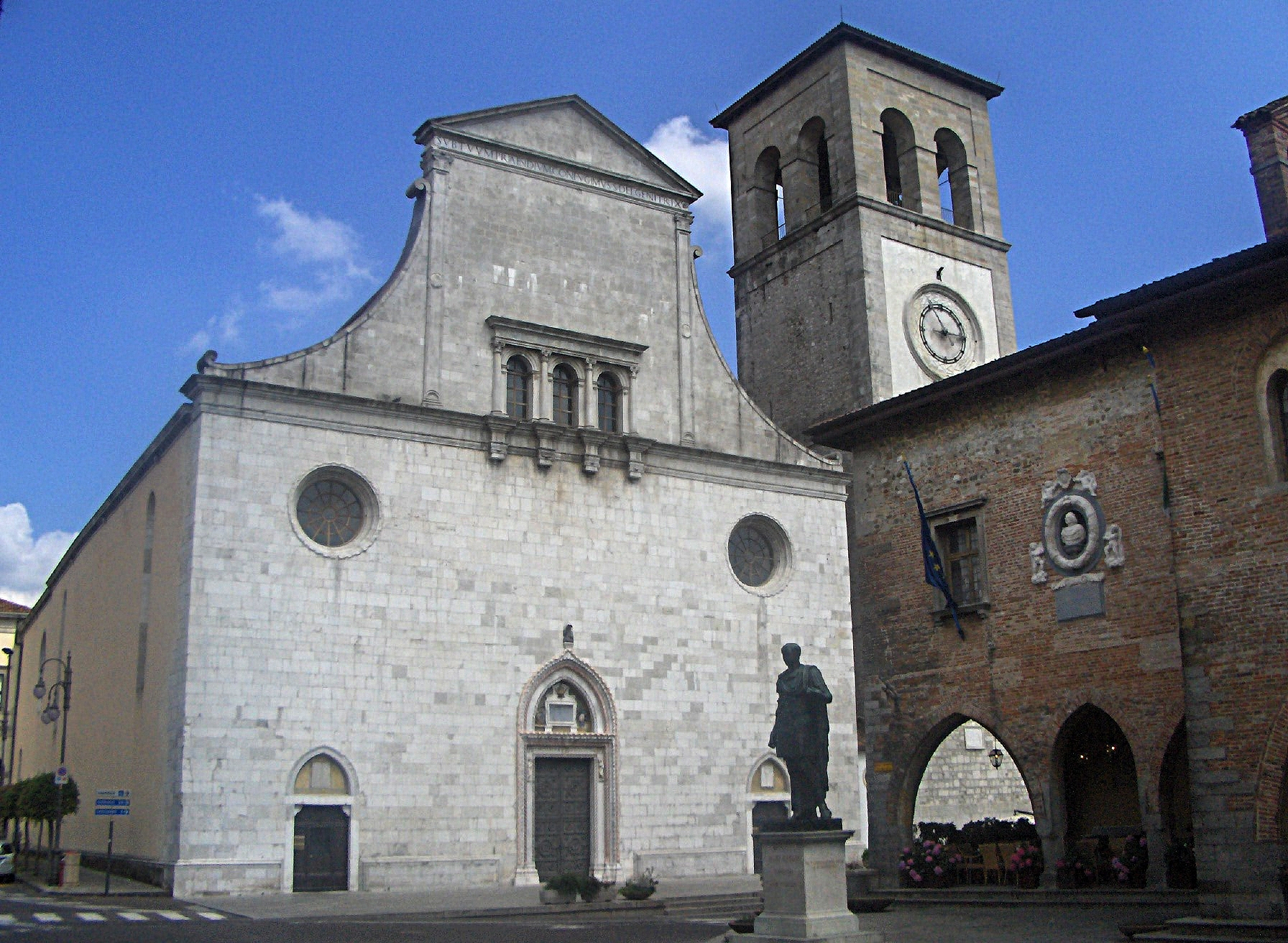
La facciata e parte del campanile
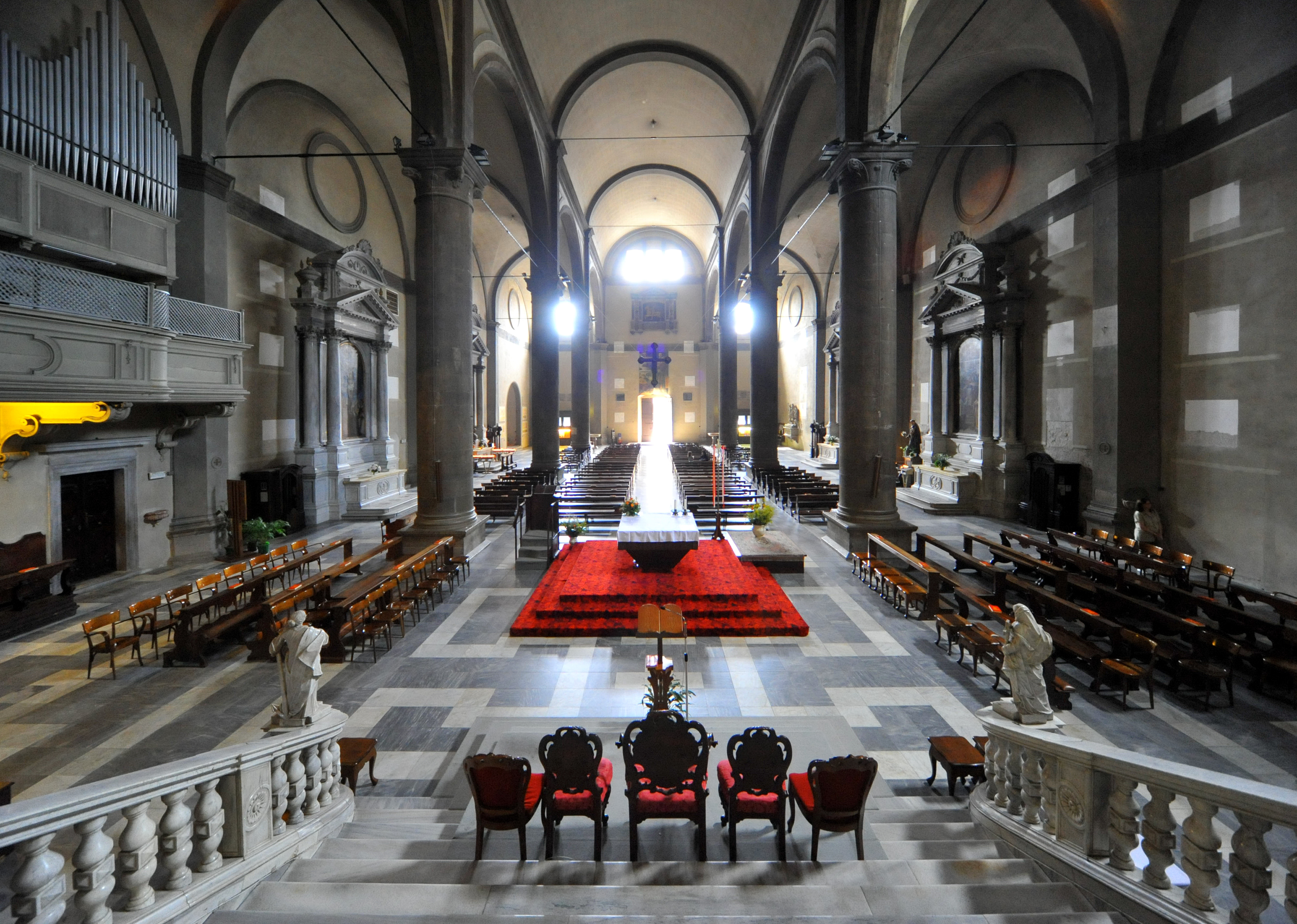
Navata della basilica
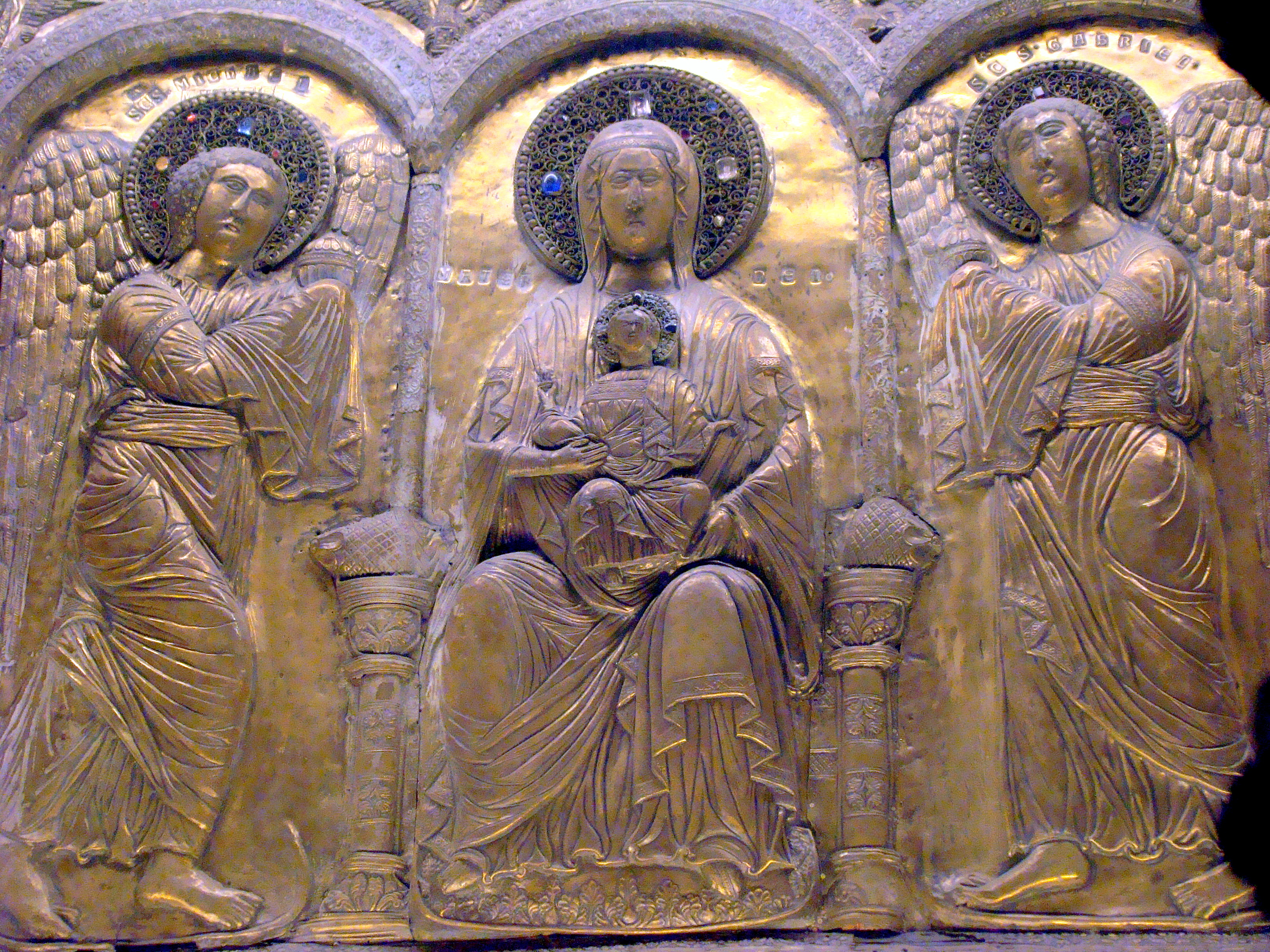
Figure centrali della pala di Pellegrino II